# Kigunga
Kigunga är ett periodiskt vattendrag i Burundi.   Det ligger i provinsen Makamba, i den södra delen av landet, 110 kilometer sydost om huvudstaden Bujumbura.
Omgivningarna runt Kigunga är en mosaik av jordbruksmark och naturlig växtlighet. Runt Kigunga är det ganska tätbefolkat, med 172 invånare per kvadratkilometer.